# Lluís Duart Alabarta
Lluís Duart Alabarta (Almusafes, Valencia 16.04.1908 - Benidorm, Alicante 03.01.1983) fue un eclesiástico e historiador español. De orígenes humildes, su vocación y el hecho de nacer en el seno de una familia campesina piadosa, explican que fuera orientado hacia el servicio religioso. Ordenado cura en 1931, y después de oficiar su primera misa en Almusafes, fue destinado a Beniarrés (Alicante) donde ejerció el ministerio católico entre los años 1931 y 1939. El segundo destino fue Pedralba, municipio ribereño del Turia, en el área de transición entre El Campo de Turia y Los Serranos, para ser destinado más tarde a Fontanares, pequeña población emplazada en el extremo occidental de Valle de Albaida, donde estuvo seis años, del 1944 al 1950. Su último y definitivo destino fue Benidorm, pueblo de pescadores cuando llegó, y ciudad turística cuando murió en 1983. 
Desde el punto de vista humano, fue un hombre de extraordinaria sencillez y espíritu de servicio; su afabilidad y las dotes políticas que poseía hicieron que se ganara el afecto de todo el mundo.
La villa de Almusafes, pueblo de origen de Lluís Duart Alabarta, le honró en 1999 poniendo su nombre a una importante vía urbana, la Ronda Historiador Lluís Duart Alabarta, en la parte oeste del casco urbano.

## Obras
- Obispados godos de Levante (1961)
- Señorío de Almussafes (1964)